# روبرت رايت (ملحن)
روبرت رايت (بالإنجليزية: Robert Wright)‏ هو ملحن وكاتب أغاني وشاعر أمريكي، ولد في 25 سبتمبر 1914 في دايتونا بيتش في الولايات المتحدة، وتوفي في 27 يوليو 2005 في ميامي في الولايات المتحدة.

## وصلات خارجية
- روبرت رايت على موقع IMDb (الإنجليزية)
- روبرت رايت على موقع ميوزك برينز (الإنجليزية)
- روبرت رايت على موقع قاعدة بيانات برودواي على الإنترنت (الإنجليزية)
- روبرت رايت على موقع إن إن دي بي (الإنجليزية)
- روبرت رايت على موقع أول ميوزيك (الإنجليزية)
- روبرت رايت على موقع أول ميوزيك (الإنجليزية)
- روبرت رايت على موقع ديسكوغز (الإنجليزية)
- روبرت رايت على موقع قاعدة بيانات الفيلم (الإنجليزية)